# 李祥甫
李祥甫（1862年—1943年），又名李均郎、李鍾萼，字祥甫，別字春園，苗栗人，出身台北府學生員（秀才），臺灣清領時期学者。擅長詩詞，曾從事漢學教育，亦曾從事漢醫本業。

## 生平

### 生員
清光緒13年（1887年），曾因代官府收取隘租的人員，收租不公強索銀兩，李祥甫為此以生員頭銜，與武生邱光忠、邱國霖（秀才）、貢生湯鴻文，及幾位佃民聯名上奏轄管知縣方祖蔭，希望遏止勒索滋鬧案件，「以安農民事」。翌年，經總督卞寶第提薦，旌表其家族五代同堂，其後並曾多次表揚。光緒17年（1891年），應苗栗縣知縣沈茂蔭之邀，與謝錫光、謝維岳，黃文哲、郭鏡清，杜式桂、曾肇楨、黃肇儒等人共同編撰《苗栗縣志》。

### 提倡漢學
光緒21年（1895年）乙未戰爭後，台灣進入日治時期，此間他曾離開台灣，西渡至大陸倡言抵抗日本殖民統治。後因奔丁憂之喪返台，拒入日籍，因此產業均遭台灣總督府侵佔。之後，李鍾萼仍在台灣島內戮力提倡中文漢學。昭和2年（1927年），李住居地方一帶文人以苗栗文昌祠為據點，共同組成栗社，他亦因文長被推為詞宗。台灣知名文人吳濁流曾與之交流，並經由他學習不少詩詞。

## 文学成就
李祥甫寄情文墨，身後留下不少楹聯與墨寶，作品有《春園留杏集》上下卷。不過後來多有逸失，僅同鄉仕紳陳運棟留有珍藏；另部份詩詞作品收錄於銅鑼鄉志。

## 家庭
李祥甫育有多子，其中四子李白濱就職於教育界，也曾於1960年代參選苗栗縣長，不過遭武力強行勸退。